# Anouk Geurts
Anouk Geurts (Gante, 3 de abril de 2000) es una deportista belga que compite en vela en la clase 49er FX. Ganó dos medallas en el Campeonato Europeo de 49er, en los años 2024 y 2025.

## Palmarés internacional
| \| Campeonato Europeo \| Campeonato Europeo \| Campeonato Europeo \| Campeonato Europeo \| \| Año \| Lugar \| Medalla \| Clase \| \| ------------------ \| ------------------------- \| ------------------ \| ------------------ \| \| 2024 \| La Grande-Motte (Francia) \| Medalla de oro \| 49er FX \| \| 2025 \| Salónica (Grecia) \| Medalla de bronce \| 49er FX \| |                           |                   |         |
| Campeonato Europeo |                           |                   |         |
| Año | Lugar                     | Medalla           | Clase   |
| 2024 | La Grande-Motte (Francia) | Medalla de oro    | 49er FX |
| 2025 | Salónica (Grecia)         | Medalla de bronce | 49er FX |